# Nåsdräkten
Nåsdräkten är en folkdräkt (eller bygdedräkt) från Nås socken i Dalarna. Dräkten är känd sedan senare delen av 1700-talet, men det är först mot mitten av 1800-talet som ett mer enhetligt dräktskick utvecklats. Nåsdräkten har förekommit i många olika varianter och det gamla dräktskicket följdes av kvinnorna fram till sekelskiftet 1800-1900.

## Kvinnodräkt

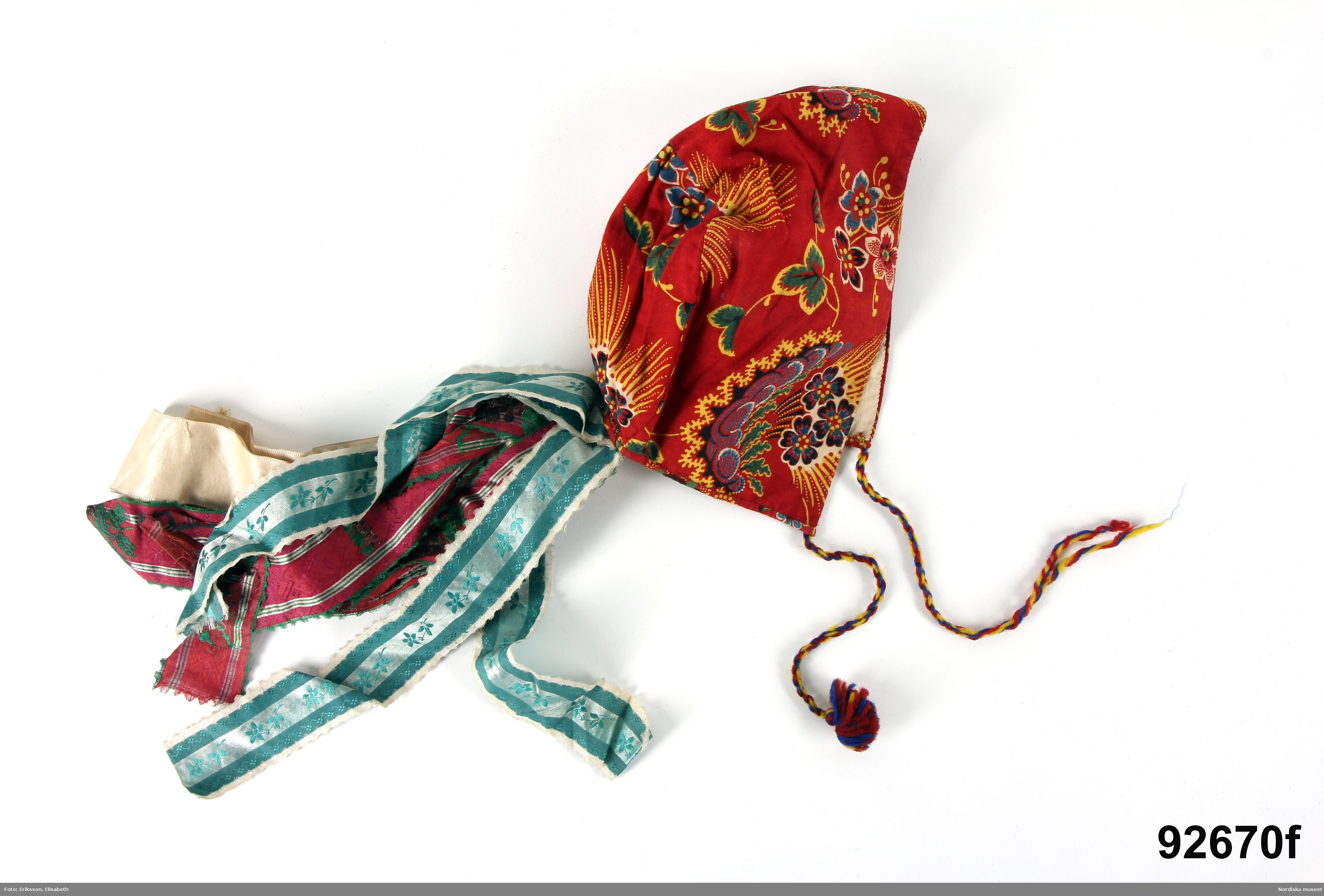
Hätta.

## Bilder

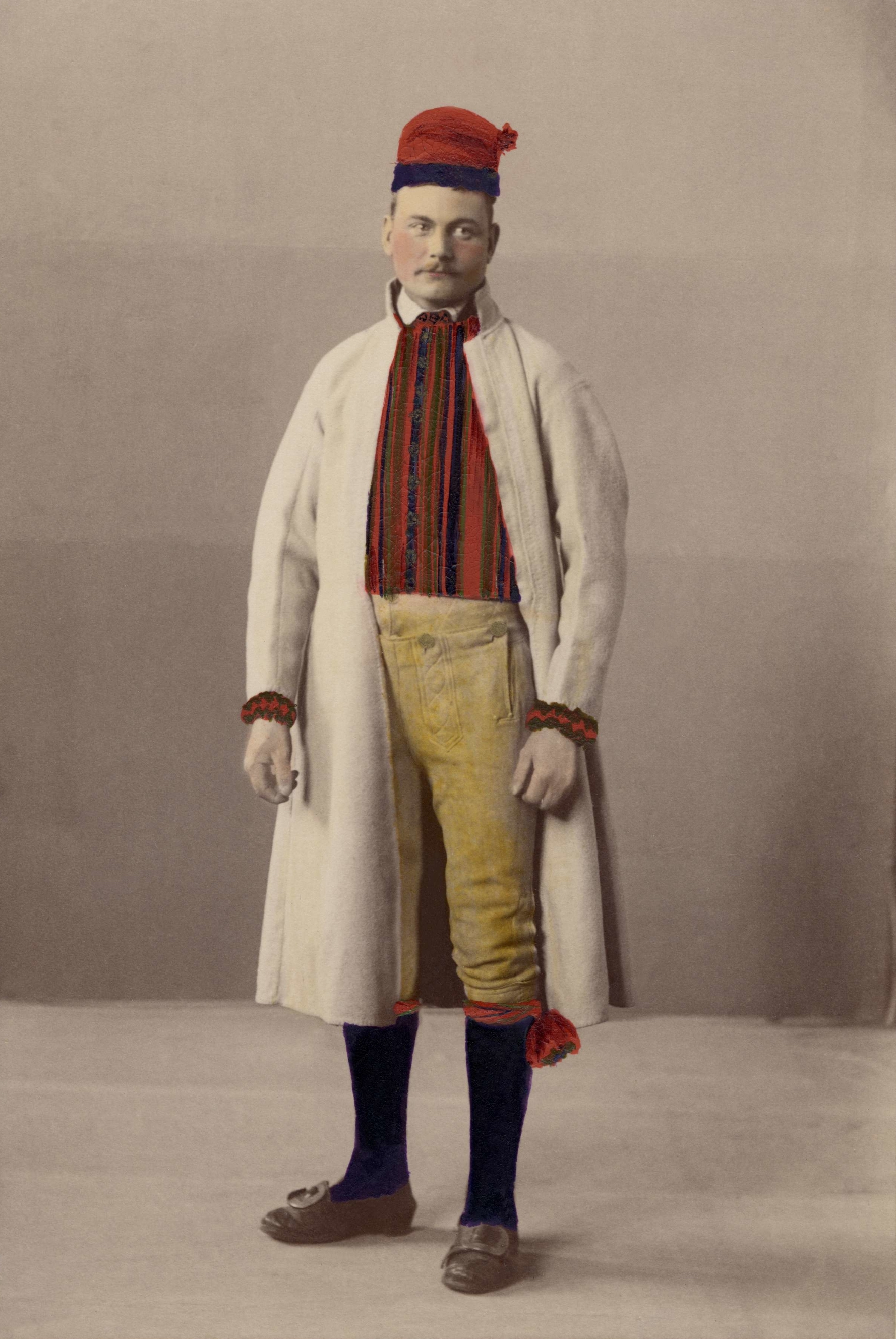
Högtidsdräkt (kyrkdräkt, sommar) för man, Nås socken i Dalarna. År 1870.
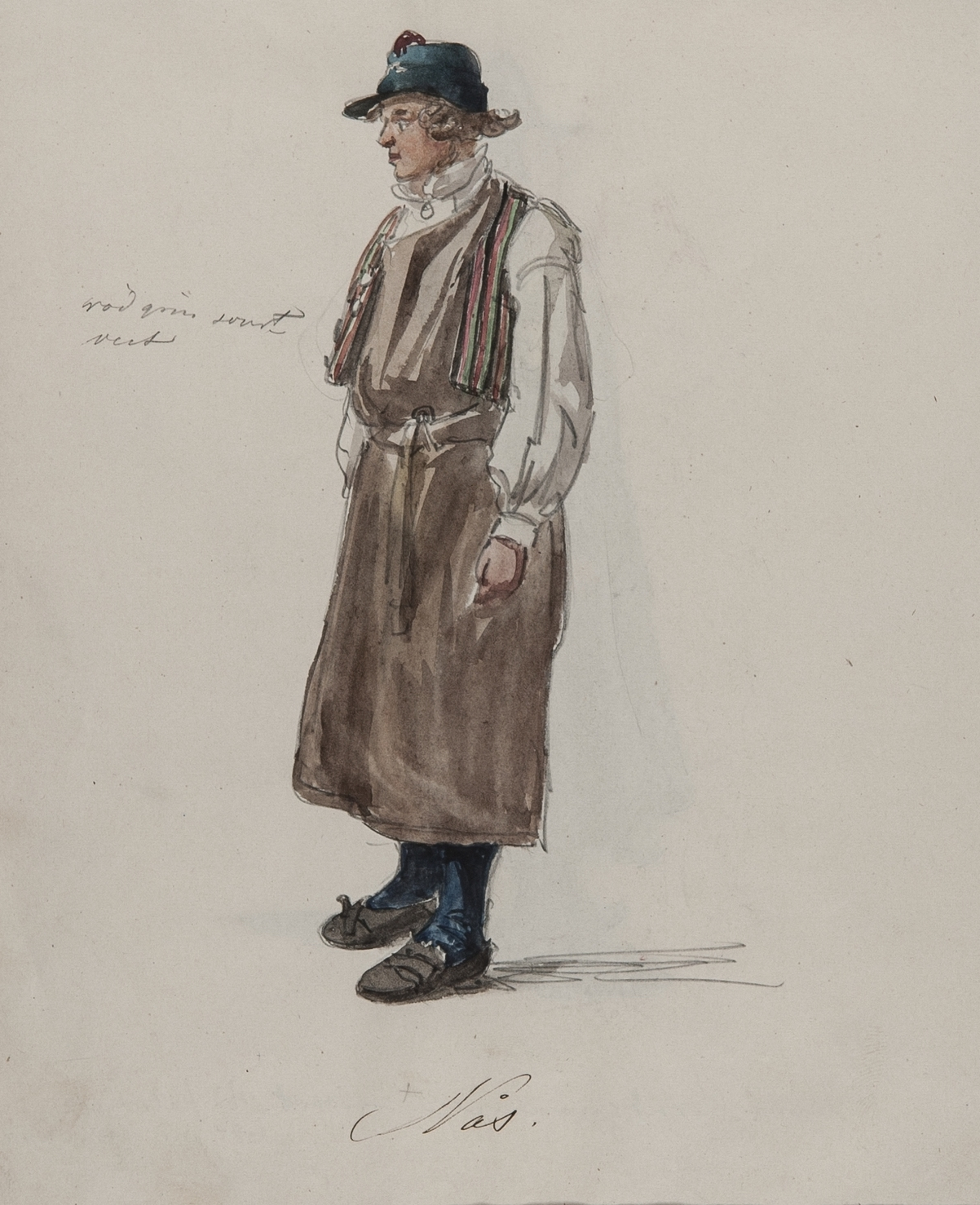
Mansdräkt från Nås
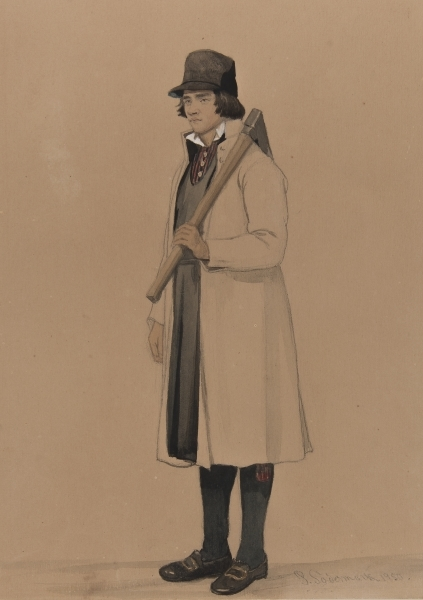
Dalarna, Nås sn Man i vit rock med yxa. Akvarell P. Södermark 1850 - Nordiska museet - NMA.0070028
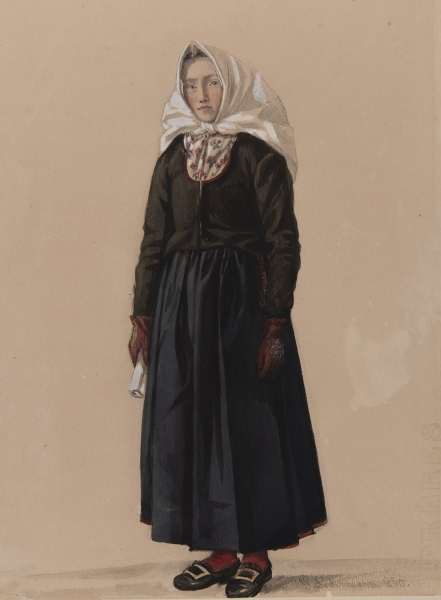
Kvinna i dräkt. Akvarell av P Södermark - Nordiska museet - NMA.0070026
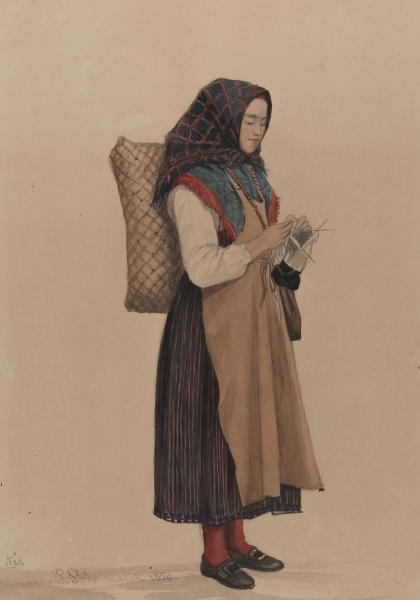
Kvinna i helfigur. Vallkulla med stickning . Akvarell av P Södermark 1850 - Nordiska museet - NMA.0070030
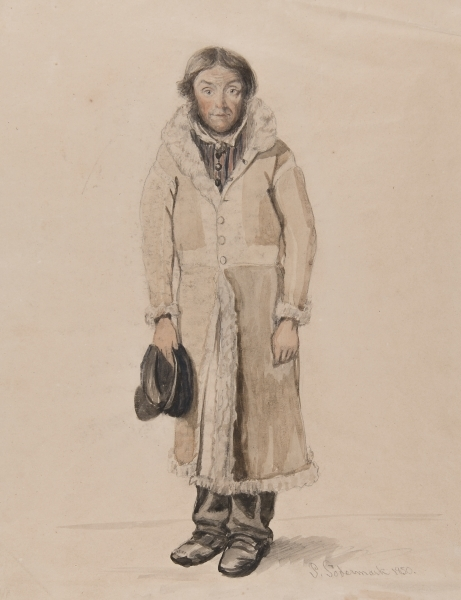
Knif Per i Nås Prästgård . Akvarell av P Södermark 1850 - Nordiska museet - NMA.0070029
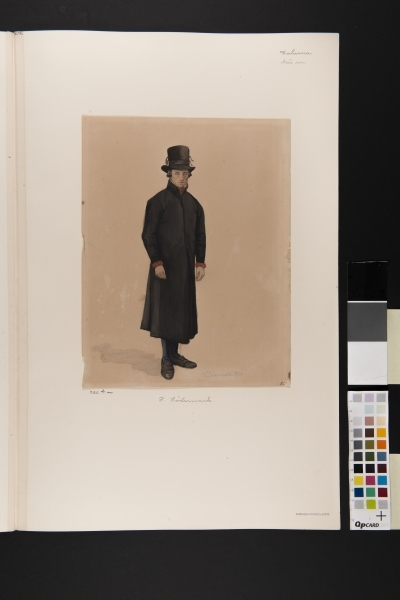
Man i svart rock. Akvarell av P Södermark 1850 - Nordiska museet - NMA.0070027 (2)
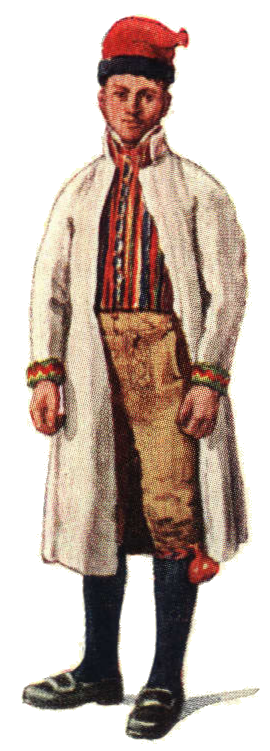
Folkdräkt, Nås socken, Nordisk familjebok